# Gabriela Arroyo
Gabriela Arroyo (Buenos Aires, 9 de enero de 1957) es una política y sindicalista argentina. Militó durante su juventud en el Partido Obrero (PO) pero se desvinculó de esta organización en el 2013.

## Biografía
Realizó sus estudios secundarios en la capital federal de Argentina, donde fue dirigente estudiantil. 
Fue candidata a vicepresidenta de la Nación por el PO en las elecciones presidenciales de 2007, obteniendo 0,75% de los votos.
En 2009 fue candidata a diputada nacional por Buenos Aires, no logrando obtener su banca.